# 阿哈尔奈斯
阿哈尔奈斯（希臘語：Αχαρνές）是希腊阿提卡大區东阿提卡专区的市镇。市镇面积为149.96平方公里，2021年人口数量为108,169人。
此市镇设立于2011年地方政府改革中，由原两个市镇合并而成，而原市镇则成为此市镇的两个市区。

## 人口数据
| 年份 | 同名市区 | 整个市镇 |
| ---- | -------- | -------- |
| 1981 | 41,068   | -        |
| 1991 | 61,352   | -        |
| 2001 | 75,341   | -        |
| 2011 | 100,743  | 106,943  |
| 2021 | 100,857  | 108,169  |